# Johannes Herbert
Johannes Herbert, né le 28 octobre 1912 à Groß-Zimmern et mort le 30 décembre 1978 à Stuttgart, est un lutteur allemand spécialiste de la lutte libre.

## Carrière
Johannes Herbert participe aux Jeux olympiques d'été de 1936 à Berlin et remporte la médaille de bronze dans la catégorie des poids coqs.

## Statistiques
| Jeux                          | Discipline (Sport) / Event | Team | Pos | Medaille |  |
| ----------------------------- | -------------------------- | ---- | --- | -------- |  |
| Jeux olympiques d'été de 1936 | Lutte                      | GER  | 3   | Bronze   |  |